# Wolfire Games
Wolfire Games ist ein 2003 gegründeter US-amerikanischer Independent-Entwickler von Computerspielen und darüber hinaus bekannt als Erfinder des Humble Bundle. Die bekanntesten Spiele sind die Receiver-Reihe sowie Lugaru und Overgrowth. Geschäftsführer und Gründer ist David Rosen.

## Geschichte
David Rosen gründete Wolfire Games 2003, um seine Beiträge zu Open-Source-Wettbewerben zur Videospielentwicklung zu organisieren. Nach dem Abschluss am Swarthmore College 2008 traten sein Zwillingsbruder Jeff und zwei weitere Freunde dem Unternehmen bei. 2010 hielt Wolfire Games das erste Humble Bundle ab, das mitsamt Humble Store später in eine eigene Firma ausgelagert wurde und inzwischen nicht mehr zu Wolfire Games gehört.
Im April 2021 reichte Wolfire Games eine Kartellrechtsklage gegen Valve, den Betreiber von Steam, ein. Darin wurde Valve ein Missbrauch seiner Marktdominanz vorgeworfen. So soll Steam Spieleentwicklern und -publishern auf seiner Plattform untersagt haben, die Spiele anderswo günstiger anzubieten und gleichzeitig eine hohe Provision von bis zu 30 % der generierten Umsätze berechnen. Diverse Wettbewerber, wie CD Projekts GOG.com oder der Epic Games Store von Epic Games, seien durch diese Praktiken bereits daran gehindert worden, zu ernsthaften Konkurrenten zu werden. Das zuständige Gericht in Washington wies die Klage im November 2021 mangels stichhaltiger Argumente zunächst ab, räumte Wolfire Games jedoch die Möglichkeit ein, die Klageschrift entsprechend vorgebrachter Kritik anzupassen und zu ergänzen. Der Kläger machte davon Gebrauch und der Prozess dauert seitdem an.

## Veröffentlichungen
- GLFighters (2001)[9]
- Black Shades (2002)[10]
- Lightning's Shadow (2003)[11]
- Lugaru (2005)[12]
- Black Shades iPhone (2009)[13]
- The Broadside Express (2012)
- Receiver (2012)
- Desperate Gods (2012)
- Low Light Combat (2013)
- Overgrowth (2017)
- Receiver 2 (2020)
- Low Light Combat (2021)